# Team Milram 2010
Questa voce raccoglie le informazioni riguardanti la Milram nelle competizioni ufficiali della stagione 2010.

## Stagione
Avendo licenza da UCI ProTeam, la squadra ciclistica francese ha avuto diritto di partecipare alle gare del Calendario mondiale UCI 2010, oltre a quelle dei circuiti continentali UCI.

## Organico

### Staff tecnico
GM=Generale Manager, TM=Team Manager, DS=Direttore Sportivo.
|  | Naz.                   | Ruolo | Sportivo                     |  |  |  |
|  | ---------------------- | ----- | ---------------------------- |  |  |  |
|  | Paesi Bassi (bandiera) | GM    | Gerry van Gerwen             |  |  |  |
|  | Paesi Bassi (bandiera) | GM    | Marlies Liebregts-van Gerwen |  |  |  |
|  | Germania (bandiera)    | TM    | Ralf Grabsch                 |  |  |  |
|  | Italia (bandiera)      | DS    | Vittorio Algeri              |  |  |  |
|  | Germania (bandiera)    | DS    | Christian Henn               |  |  |  |
|  | Germania (bandiera)    | DS    | Jochen Hahn                  |  |  |  |
|  | Paesi Bassi (bandiera) | DS    | Raoul Liebregts              |  |  |  |

### Rosa
|  | Naz.                   |  | Sportivo                     | Anno |  |  |
|  | ---------------------- |  | ---------------------------- | ---- |  |  |
|  | Germania (bandiera)    |  | Gerald Ciolek                | 1986 |  |  |
|  | Belgio (bandiera)      |  | Wim De Vocht                 | 1982 |  |  |
|  | Germania (bandiera)    |  | Markus Eichler               | 1982 |  |  |
|  | Germania (bandiera)    |  | Robert Förster               | 1978 |  |  |
|  | Germania (bandiera)    |  | Markus Fothen                | 1981 |  |  |
|  | Germania (bandiera)    |  | Thomas Fothen                | 1983 |  |  |
|  | Germania (bandiera)    |  | Johannes Fröhlinger          | 1985 |  |  |
|  | Germania (bandiera)    |  | Artur Gajek                  | 1985 |  |  |
|  | Germania (bandiera)    |  | Linus Gerdemann              | 1982 |  |  |
|  | Germania (bandiera)    |  | Roger Kluge                  | 1986 |  |  |
|  | Paesi Bassi (bandiera) |  | Servais Knaven               | 1971 |  |  |
|  | Germania (bandiera)    |  | Christian Knees              | 1981 |  |  |
|  | Germania (bandiera)    |  | Dominik Nerz                 | 1989 |  |  |
|  | Australia (bandiera)   |  | Luke Roberts                 | 1977 |  |  |
|  | Germania (bandiera)    |  | Dominik Roels                | 1987 |  |  |
|  | Austria (bandiera)     |  | Thomas Rohregger             | 1982 |  |  |
|  | Germania (bandiera)    |  | Matthias Russ                | 1983 |  |  |
|  | Germania (bandiera)    |  | Stefan Schäfer (tirocinante) | 1986 |  |  |
|  | Germania (bandiera)    |  | Björn Schröder               | 1980 |  |  |
|  | Germania (bandiera)    |  | Roy Sentjens                 | 1980 |  |  |
|  | Germania (bandiera)    |  | Wim Stroetinga               | 1985 |  |  |
|  | Paesi Bassi (bandiera) |  | Niki Terpstra                | 1984 |  |  |
|  | Germania (bandiera)    |  | Paul Voss                    | 1986 |  |  |
|  | Germania (bandiera)    |  | Fabian Wegmann               | 1980 |  |  |
|  | Germania (bandiera)    |  | Michael Weicht (tirocinante) | 1988 |  |  |
|  | Austria (bandiera)     |  | Peter Wrolich                | 1974 |  |  |

## Ciclomercato
| Wim De Vocht   | Silence-Lotto        |
| Roger Kluge    | LKT Team-Brandenburg |
| Dominik Nerz   | Milram Continental   |
| Luke Roberts   | Kuota-Senges         |
| Roy Sentjens   | Silence-Lotto        |
| Stefan Schäfer | LKT Team-Brandenburg |
| Michael Weicht | LKT Team-Brandenburg |

| Luca Barla    | Team Nippo |
| Christian Kux | svincolato |
| Martin Müller | ritirato   |
| Ronny Scholz  | ritirato   |
| Martin Velits | HTC        |
| Peter Velits  | HTC        |

## Palmarès

### Corse a tappe
ProTour
- Tour Down Under

Classifica scalatori (Thomas Rohregger)
- Tirreno-Adriatico

1ª tappa (Linus Gerdemann)
- Volta Ciclista a Catalunya

1ª tappa (Paul Voss)
Continental
- Vuelta a Murcia

3ª tappa (Luke Roberts)
- Bayern Rundfahrt

3ª tappa (Gerald Ciolek)
- Tour de Bulgarie

5ª tappa (Stefan Schäfer)

### Corse in linea
Continental
- Trofeo Inca (Linus Gerdemann)
- Eschborn-Frankfurt City Loop (Fabian Wegmann)
- Batavus Pro Race (Markus Eichler)
- Neuseen Classics (Roger Kluge)
- Sparkassen Giro Bochum (Niki Terpstra)

### Pista
- Sei giorni di Amsterdam

### Campionati nazionali
Strada
- Campionati olandesi

In linea (Niki Terpstra)
- Campionati tedeschi

In linea (Christian Knees)

## Classifiche UCI

### Calendario mondiale UCI
Individuale
Piazzamenti dei corridori della Milram nella classifica individuale del Calendario mondiale UCI 2010.
| Pos. | Ciclista        | Punti |
| ---- | --------------- | ----- |
| 84   | Luke Roberts    | 56    |
| 123  | Fabian Wegmann  | 20    |
| 138  | Linus Gerdemann | 16    |
| 147  | Gerald Ciolek   | 13    |
| 150  | Robert Förster  | 13    |
| 163  | Paul Voss       | 10    |
| 205  | Markus Fothen   | 4     |
| 231  | Christian Knees | 2     |
| 257  | Dominik Nerz    | 1     |
| 276  | Roger Kluge     | 1     |

Squadra
La Milram ha chiuso in ventiseiesima posizione con 118 punti.